# Dimitri (opéra)
Ne doit pas être confondu avec Dimitrij, opéra d'Antonín Dvořák.
Dimitri est un opéra romantique du compositeur français Victorin de Joncières, sur un livret d'Armand Silvrestre et Henri de Bornier, créé en 1876 à Paris. L'histoire est basée sur le Demetrius de Friedrich von Schiller et reprend le récit de la vie du Faux Dimitri, prétendant souverain de Russie au début du XVIIe siècle.

## Historique
Troisième opéra du compositeur, sa composition est probablement achevée en 1870. Le livret, en français et en cinq actes, sept tableaux, est basé sur le Demetrius de Friedrich von Schiller, drame inachevé. Ce dernier est fondé sur l'histoire de Faux Dimitri, prétendant souverain de Russie au début du XVIIe siècle. Antonín Dvořák adaptera également cette pièce de théâtre pour son opéra Dimitrij en 1882.

### Contexte
Deux ans après la création de son premier opéra, Sardanapale, en 1867, et une année après Les Derniers Jours de Pompéi, autre opéra créé en 1869, Dimitri est mis sur l'outil. La Symphonie romantique qu'il écrit au même moment et qui est jouée pour la première fois en 1873 jouera un rôle dans l'élaboration de l'opéra.
Boris Godounov, opéra de Modeste Moussorgski, est basé sur la même légende. Il est créé seulement un an avant la composition de Dimitri, soit en 1869, dans sa version initiale. Cette année-là marque également la création de l'opéra Carmen de Bizet. Ces différentes œuvres auront une influence sur Victorin de Joncières, au même titre que les musiciens en vogue à cette période : Meyerbeer, Verdi ou encore Halévy ; elles se retrouveront dans la partition de l'opéra, au style éclectique porté par son époque.

### Création
L'ouvrage est joué lors d'une séance privée à l'Opéra de Paris le 23 septembre 1875, dont le directeur de l'époque, Olivier Halanzier, en eut une très bonne impression, mais cela ne fut pas suffisant pour prendre le risque de créer l'œuvre de ce jeune compositeur, trente-six alors.
Dimitri fut créé à la Gaîté-Lyrique le 5 mai 1876 ; les décors étaient assurés par Philippe Chaperon et la chorégraphie par Henri Justamant. Il y est mis en scène par Albert Vizentini, directeur de la salle d'opéra. Il s'agit d'ailleurs de la première création de cette toute nouvelle salle. Le compositeur remerciera Albert Vizentini pour le succès  de son ouvrage (son premier, selon ses mots). Bien que le compositeur ait composé d'autres opéras, Dimitri sera le seul à remporter du succès auprès du public, malgré le fait que la critique presse ne soit pas aussi unanime. Durant l'année, on ne dénombre pas moins de 46 représentations de l'opéra, sans compter une représentation du seul ballet dans le cadre d'une matinée de bénéfice,. L'année suivante, le compositeur recevra la Légion d'honneur. En reconnaissance du succès de Dimitri, Vizentini annonça la création du suivant opéra du compositeur, Le roi Lear, pour 1878. Le sort en décida autrement, car le théâtre ferma ses portes le 2 janvier de 1878 et Le roi Lear resta un projet.
L'œuvre est reprise à l'Opéra Comique le 5 février 1890. Après celle-là, l'opéra est peu ou prou oublié et ne refera probablement plus l'objet de représentations. L'enregistrement de 2014 par Hervé Niquet produit par BruZane, premier enregistrement mondial, a contribué à sortir cet ouvrage de l'ombre.

## Description

### Résumé
On suit le personnage de Dimitri, fils putatif du tsar Ivan le Terrible. À la demande de la princesse Vanda, qui aime Dimitri, le comte de Lusace aide celui-ci à remplacer le successeur d’Ivan, Boris Godounov, mais Dimitri n’aime que Marina. Le comte de Lusace complotera finalement pour faire assassiner Dimitri, après avoir affirmé qu’il n’était pas, en définitive, le fils d’Ivan.

### Argument

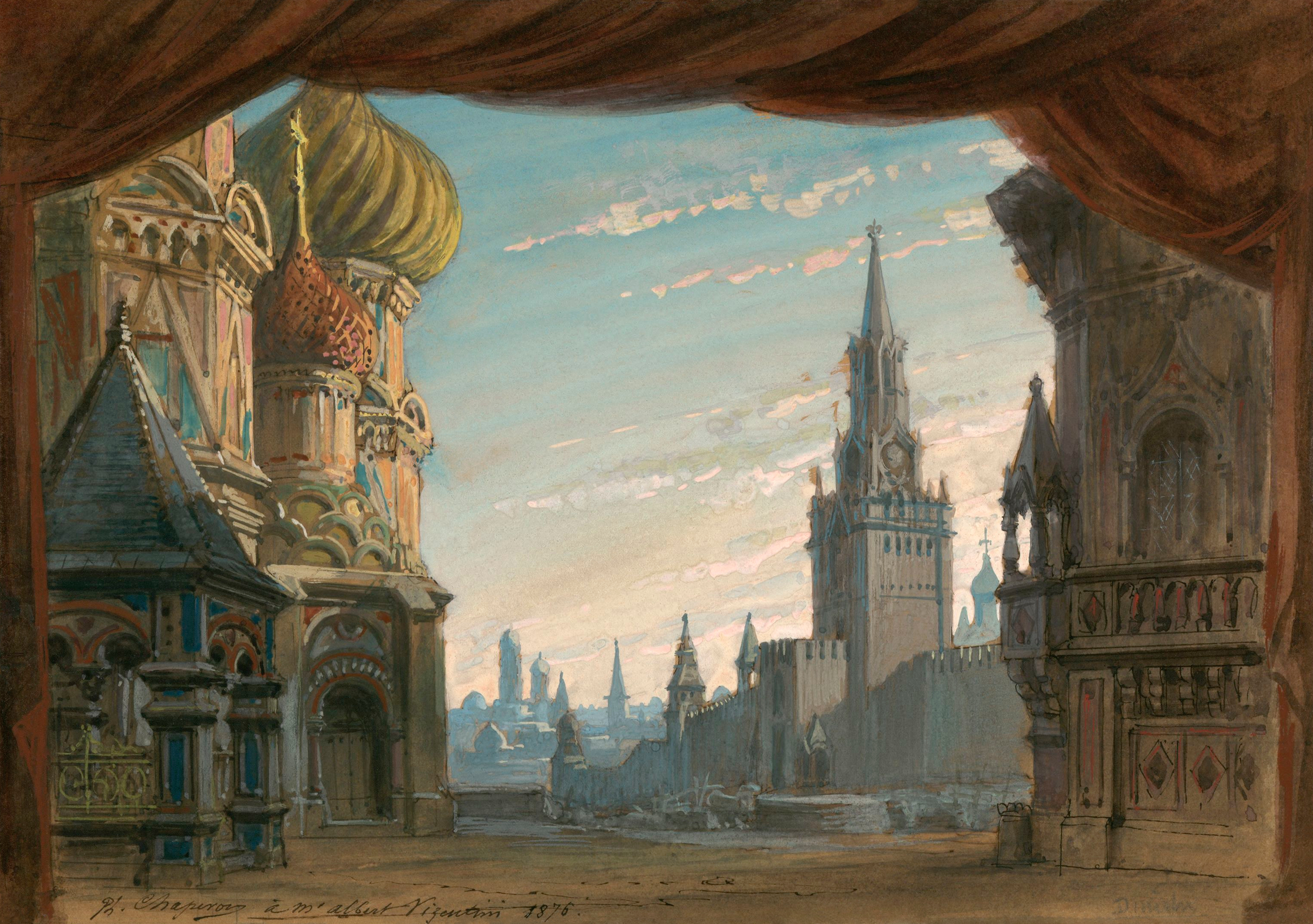
Dessin du décor pour l'acte cinq de la première de l'opéra par Philippe Chaperon

### Rôles
| Rôle              | Voix          | Créateurs      | Enregistrement de 2014 Direction : Hervé Niquet |
| ----------------- | ------------- | -------------- | ----------------------------------------------- |
| Dimitri           | ténor         | M. Duchesne    | Philippe Talbot                                 |
| Marina            | soprano       | Mme Zina Dalti | Gabrielle Philiponet                            |
| Vanda             | soprano       | Mme Belgirard  | Jennifer Borghi                                 |
| Comte de Lusace   | baryton       | M. Lassalle    | Andrew Foster-Williams                          |
| Marpha            | mezzo-soprano | Mme Engally    | Nora Gubicsh                                    |
| L’Archevêque Job  | basse         | M. Gresse      | Nicolas Courjal                                 |
| Le Prieur         | basse         | M. Comte       | Julien Véronèse                                 |
| Le Roi de Pologne | basse         | M. Lepers      | Jean Teitgen                                    |
| Chœur mixte       |               |                |                                                 |

## Analyse
Le style musical de l'opéra est empreint de nombreuses influences, en particulier depuis Wagner et Verdi. Le plus long air de l'ouvrage dure trois minutes, enchaînant ainsi motifs et séquences sans les développer. Cela placerait Dimitri dans les opéras « à numéro », typique de la manière italienne.

## Représentations

### Reprises d'extraits deDimitriannées 1880[11]
- Un ballet, le 20 novembre 1881, au Cirque-Théâtre d'Angers, dir. G. Lelong, avec Société des concerts populaires d’Angers, lors du Grand festival en l’honneur de Victorin Joncières.
- L'ouverture, le 4 mars 1883, au Cirque d'Hiver à Paris, dir. Jules Pasdeloup, avec Orchestre des Concerts Pasdeloup, lors du 20e concert populaire de musique classique.
- Un air, le 31 mai 1884, au Palais du Trocadéro à Paris, dir. Jules Pasdeloup, avec Orchestre des Concerts Pasdeloup, lors du Festival de retraite de Jules Pasdeloup, chanté par É. Dereims.
- Air La Polonaise, le 19 avril 1889, au Cirque d'Hiver à Paris, dir. Ch. Lamoureux, lors du Concert du vendredi saint.

### Reprise sur scène
- Représentation complète sur scène, le 5 février 1890, à l'Opéra Comique à Paris.

## Enregistrements
- Dimitri, BruZane LABEL - Centre de musique romantique française, Collection « Opéra français », Volume 6 | ES 1015, 2014, dir. Hervé Niquet avec le Brussels Philarmonic, livre-disque, 2 CD[12],[13],[14].